# Thejangi huje
A Thejangi huje (hangul: 태양의 후예, handzsa: 太陽의 後裔, RR: Taeyangui huye), angol címén Descendants of the Sun, 2016-ban bemutatott koreai dorama Szong Dzsunggi (Song Jung-gi), Szong Hjegjo (Song Hye-gyo), Csin Gu (Jin Gu) és Kim Dzsivon (Kim Ji-won) főszereplésével.

## Történet
Ju Sidzsin (Yu Si-jin) százados és Szo Dejong (Seo Dae-young) törzsőrmester Dél-Korea különleges egységénél, a 707. különleges rendeltetésű zászlóaljban szolgálnak. Kimenőjük alatt megállítanak egy piti tolvajt, aki ellopja Dejong (Dae-yeong) mobiltelefonját, miközben a kórházba viszik. A két katonát a kórházban Kang Mojon (Kang Mo-yeon) doktornő gengszternek nézi. A félreértést sikerül tisztázni, miközben Sidzsin (Sijin) és a doktornő vonzódni kezdnek egymáshoz. Randijaik azonban a férfi miatt soha nem sikerülnek jól: állandóan elhívja a kötelesség. Végül megegyeznek, hogy nem találkoznak többé, mert Sidzsin (Sijin) munkája az emberéletek kioltása (még ha a hazája érdekében teszi is), Mojon (Moyeon)é viszont az emberéletek megmentése, bárkiről is legyen szó. Sidzsin (Sijin) egységét Urkba, a háborús övezetbe vezénylik, ahol azonban néhány hónappal később ismét találkozik a doktornővel, aki az önkéntes orvoscsapattal érkezik.

## Szereplők
- Szong Dzsunggi (Song Jung-gi) (송중기): Ju Sidzsin (Yu Si-jin) százados
- Szong Hjegjo (Song Hye-gyo) (송혜교): Kang Mojon (Kang Mo-yeon), orvos
- Csin Gu (Jin Gu) (진구): Szo Dejong (Seo Dae-young) törzsőrmester
- Kim Dzsivon (Kim Ji-won) (김지원): Jun Mjongdzsu (Yun Myeong-ju) főhadnagy

### Thebek(Taebaek)Hadsereg
- Kang Sinil: Jun (Yun) altábornagy
- Kim Bjongcshol (김병철, Kim Byeong-cheol): Pak Bjongszu (Park Byeong-su) alezredes
- Pak Hun (박훈, Park Hun): Cshö Ugun (Choi U-geun) őrmester
- Cshö Ung (최웅, Choi Ung): Kong Csholho (Gong Cheol-ho) törzsőrmester
- An Bohjon (안보현, An Bo-hyeon): Im Gvangnam (Im Gwang-nam) őrmester
- Kim Minszok (김민석, Kim Min-seok): Kim Gibom (Kim Gi-beom) tizedes

### Heszong(Haeseong)Kórház
- I Szungdzsun (Lee Seung-jun) (이승준): Szong Szanghjon (Song Sang-hyeon) sebész
- Onew: I Cshihun (Lee Chi-hun), mellkassebész-rezidens
- Szo Dzsongjon (서정연, Seo Jeong-yeon): Ha Dzsae (Ha Ja-ae), ápolónő
- Pak Hvanhi (박환희, Park Hwan-hee): Cshö Mindzsi (Choi Min-ji), ápolónő
- Hjon Dzsjuni (Hyeon Jyu-ni) (현쥬니): Phjo Dzsiszu (Pyo Jisu), patológus

### Urk
- Cho Jasper: Daniel Spencer, orvos
- Cson Szudzsin (Jeon Su-jin) (전수진): Ri Jehva (Ri Ye-hwa), ápolónő
- David Lee McInnis: Argus

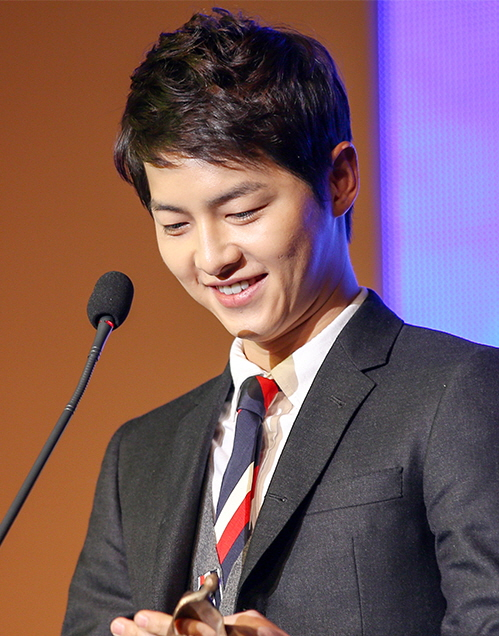
Szong Dzsunggi (Song Jung-gi)
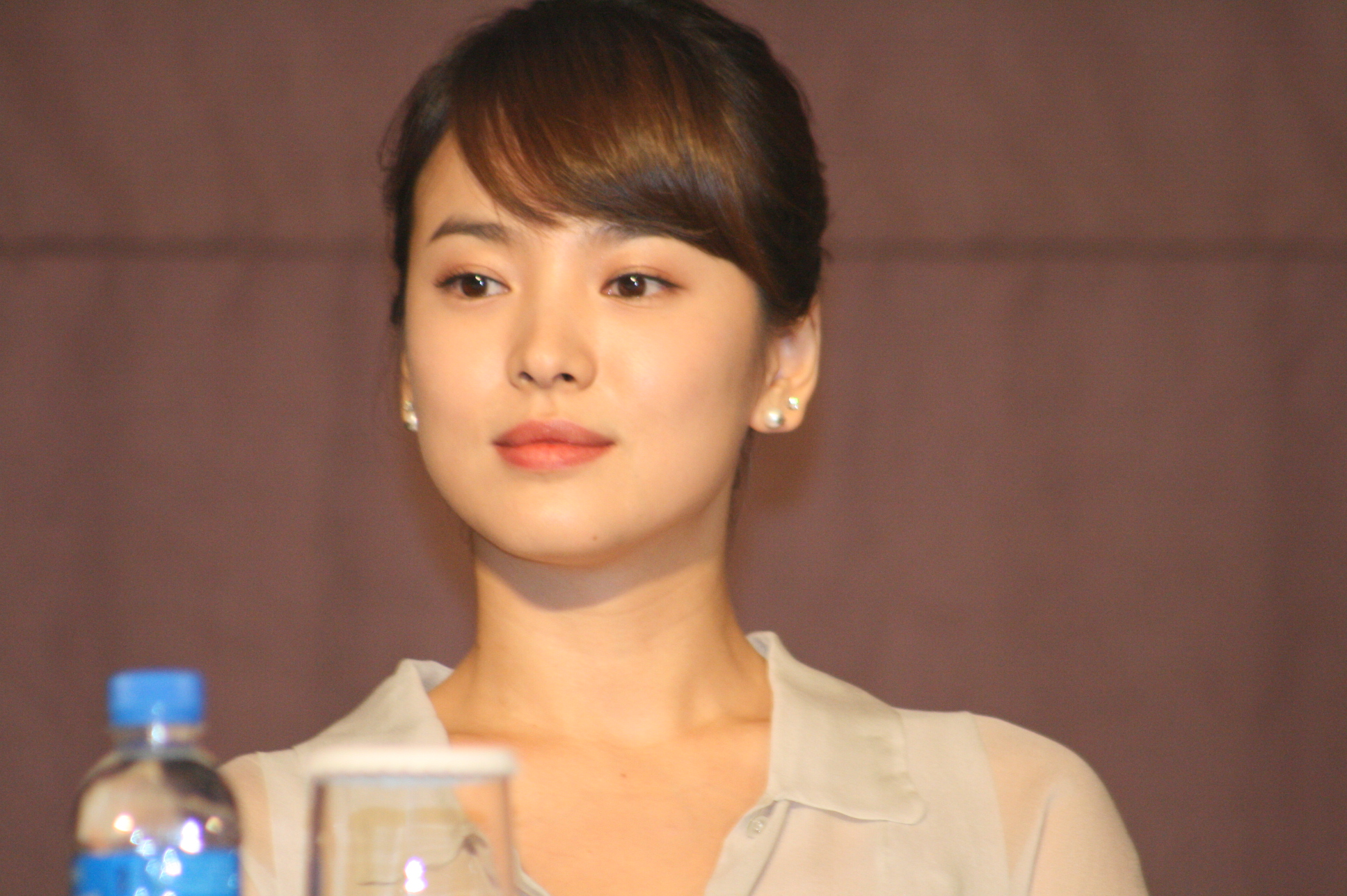
Szong Hjegjo (Song Hye-gyo)
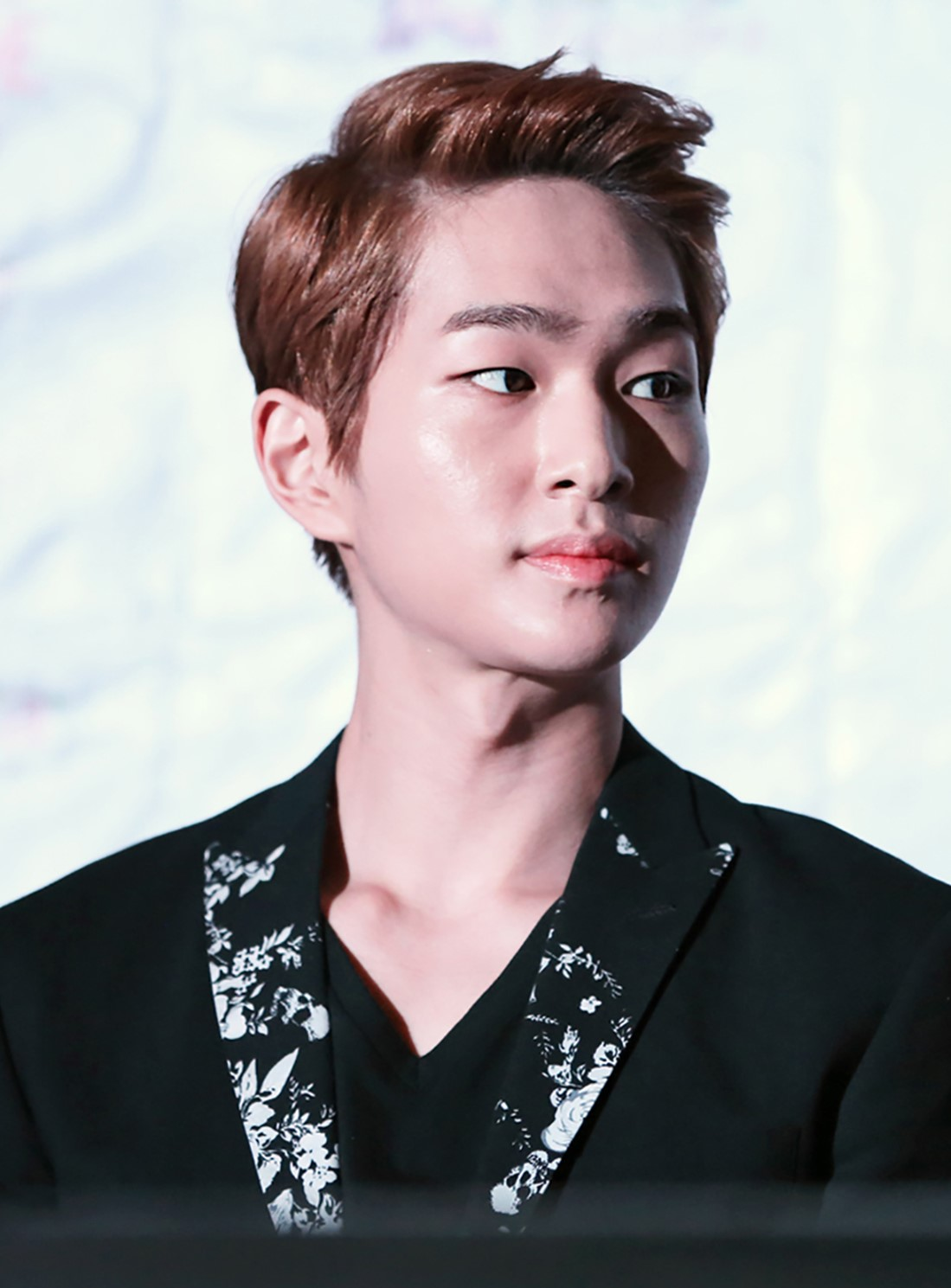
Onew

## Forgatás
A sorozatot az adásba kerülés előtt teljes egészében leforgatták, ez szokatlan módszer a dél-koreai sorozatgyártásban. A produkció volt Szong Dzsunggi (Song Jung-gi) első szerepe a kötelező katonai szolgálatát követően.
A forgatást Szöulban kezdték meg 2016 júniusában, majd szeptemberben Görögországban folytatták. A forgatási helyszínek között szerepelt a Hajóroncs-öböl, Aráhova és Limnosz.
A forgatást december 30-án fejezték be.